# Antarctomyces
Antarctomyces is een  geslacht van schimmels uit de familie Thelebolaceae. De typesoort is Antarctomyces psychrotrophicus.

## Soorten
Volgens Index Fungorum telt het geslacht twee soorten (peildatum maart 2022):
| Soortnaam                      | Auteur(s)                                                    | Publicatiejaar |
| ------------------------------ | ------------------------------------------------------------ | -------------- |
| Antarctomyces pellizariae      | G.C.A. de Menezes, Godinho, B.A. Porto, P. Gonç. & C.A. Rosa | 2016           |
| Antarctomyces psychrotrophicus | Stchigel & Guarro                                            | 2001           |